# Jack Williamson
John Stewart (Jack) Williamson (Bisbee (Arizona), 29 april 1908 - Portales (New Mexico),
10 november 2006) was een Amerikaanse sciencefictionschrijver.
In de regel schreef hij onder de naam Jack Williamson maar af en toe gebruikte hij ook het pseudoniem Will Stewart.
Williamson groeide op in een arme familie op het platteland van New Mexico. Als jonge man leerde hij het tijdschrift Amazing Stories kennen en wilde zelf ook schrijven. Hij verkocht zijn eerste verhaal, The Metal Man, op 20-jarige leeftijd. Jack schreef memorabele SF series als de Legion of Space, Seetee en de Humanoids (= humanoide robots). Belangrijke boeken waren The Legion of Time en Darker Than You Think. Hij heeft vaak samen gepubliceerd met Frederik Pohl.
In 1975 ontving hij de Nebula Grand Master Award van de Science Fiction and Fantasy Writers of America. Voor zijn gehele oeuvre kreeg hij verder in 1984 de World Fantasy Award en in 2002 de Bram Stoker Award.
Hij verdiende de Hugo Award voor beste non-fictie in 1985 met Wonder's Child: My Life in Science Fiction. In 2001, na 73 jaar schrijven, won hij de Hugo en Nebula Awards met de novelle The Ultimate Earth en in 2002 de John W. Campbell Memorial Award voor de roman Terraforming Earth (de term "terraforming" is gelanceerd door Williamson in Seetee Ship).